# Liliana Eritrei
Liliana Eritrei (Roma, 18 dicembre 1958) è un'attrice, regista e sceneggiatrice italiana.

## Biografia
In parallelo agli studi in lettere e filosofia con specializzazione in storia del cinema, conseguì il diploma in recitazione e drammatizzazione. Studia Sceneggiatura con Robert Mc Kee, Nikita Michalkov, Morton Zarcoff, Tom Logan e Paul Gray.
Il suo debutto cinematografico è del 1982 con Sesso e volentieri di Dino Risi; tra il 1984 e il 1987 fu componente, insieme a Silvio Vannucci e Giampaolo Fabrizio, del trio comico la Tresca che prese parte a diversi programmi televisivi tra cui Premiatissima, Shaker, Grand Hotel, Che fai, mangi? e alla prima edizione di Buona Domenica di Maurizio Costanzo.
È stata autrice teatrale per Rodolfo Laganà e Francesca Reggiani.
Partecipa alla rassegna Attori in cerca d'autori ideata da Ennio Coltorti e vince il premio Gianluca Favilla con il monologo Fiori freschi per Carmen interpretato da Maurizio Mattioli.
In campo musicale ha curato la regia di un live della cantante Tosca; ha anche collaborato allo script del video musicale Acqua di mare per la cantante Mietta.
Nel 2014 scrive e dirige il cortometraggio Io sono qui, finalista al RIFF Rome Independent Film Festival in concorso ai David di Donatello 2015. Per questo corto Claudia Crisafio riceve il premio Miglior attrice protagonista al Saturno Film Festival e al Festival Tulipani di Seta Neta.
Dal 2000 è acting coach e insegna privatamente dizione, recitazione e drammatizzazione.

## Vita privata
È stata sposata dal 1982 al 1989 con l'attore e regista Silvio Vannucci.
È sposata dal 1999 con Andrea Busiri Vici d'Arcevia, cinema operator, con cui ha due figlie.

## Filmografia

### Attrice

#### Cinema
- Sesso e volentieri, regia di Dino Risi (1982)
- Chewingum, regia di Biagio Proietti (1984)
- Fatto su misura, regia di Francesco Laudadio (1984)
- Senza pelle, regia di Alessandro D'Alatri (1994)
- Io sono qui, regia di Liliana Eritrei – cortometraggio (2015)
- Imperfetto, regia di Fabrizio Nardocci – cortometraggio (2018)

#### Televisione
- Tamburi nella notte, regia di Gabriele Lavia – film TV (1983)
- Aeroporto internazionale, episodio Il passeggero inatteso – serie TV (1985)
- Cerco l'amore, regia di Marcello Fondato – miniserie Tv (1988)
- Distretto di Polizia – serie TV, episodio 10x14 (2010)

### Sceneggiatrice
- Una storia italiana, regia di Stefano Reali (1993)
- Mi fai un favore, regia di Giancarlo Scarchilli (1996)
- I fobici, regia di Giancarlo Scarchilli (1999)
- Il coraggio di vincere, regia di Marco Pontecorvo (2018)

## Teatrografia parziale

### Attrice
- Il pellicano di August Strindberg, regia di Lorenzo Cicero (1981)
- L'orologio di Dino Buzzati, regia di Lorenzo Cicero (1982)
- Tito Andronico di William Shakespeare, regia di Gabriele Lavia (1982)
- Pinocchio in musical di Carlo Collodi, regia di Pompeo De Angelis
- Pazzo d'amore di Sam Shepard, regia di Gianni Leonetti (1988)
- Ossessioni pericolose di N. J. Crisp, regia di Ennio Coltorti (1990)

### Autrice
- Fiori freschi per Carmen di Liliana Eritrei (1991)
- Non é Francesca di Francesca Reggiani, Paola Tiziana Cruciani, Liliana Eritrei (1991)
- Te lo giuro sui Beatles di Francesca Reggiani, Paola Tiziana Cruciani, Liliana Eritrei (1998)
- Se non fossi già confuso mi confonderei di Rodolfo Laganà, Mario Pappagallo, Liliana Eritrei (2008)
- Se stasera sono qui, testo e regia di Liliana Eritrei (2017)

## Narrativa
- The Dancer. Storia d'amore e di pugni in 12 round, Bologna, Minerva Edizioni, ISBN 8873816452 (2014)[1]
- Amori d'amare - Antologia di racconti (a cura di Cinzia Demi), racconto: Quella gioia perenne ai bordi del cuore, Bologna, Minerva Edizioni, ISBN 9788873815983 (2014)
- N0-RES La Minoranza AltroMondo Editore, ISBN 978-88-3330-111-2 (2019)